# Ингушский государственный музей краеведения
Ингушский государственный музей краеведения (ИГМК) имени Т. Х. Мальсагова, ранее Назрановский музей боевой и трудовой славы, — учреждение культуры в Назрани, Ингушетия, созданное в 1972 году и имеющее нынешний статус с 1993 года.

## История
В 1972 году (по другим данным — в 1973 году) году Туган Хаджимохович Мальсагов (1912—1983) создал народный музей на основе собранных им лично материалов об ингушах — участниках Второй мировой войны. Он начал собирать экспонаты для этого музея, ещё будучи в депортации (1943—1957). После возвращения в Ингушетию он ездил по сёлам, собирая документальные свидетельства.
В 1978 году он был преобразован в Назрановский музей боевой и трудовой славы — филиал Чечено-Ингушского краеведческого музея. Тематика музея и собранные материалы воспринимались как общественно значимые, чрезвычайно важные для ингушского национального самосознания, но недостаточно представленные в других музейных учреждениях республики. Создание Назрановского музея рассматривалось как восстановление исторической справедливости по отношению к ингушам, как репрессированному народу, чьи боевые подвиги незаслуженно замалчивались.
В августе 1990 года музею было присвоено имя его основателя, за 7 лет до этого ушедшего из жизни. После образования Республики Ингушетия в апреле 1993 года Назрановский музей боевой и трудовой славы был преобразован в Ингушский государственный музей краеведения имени Т. Х. Мальсагова, его тема была расширена на этнографию и археологию.

## Описание
Коллекция музея насчитывает более 40 тысяч единиц хранения, из которых половина — основной фонд хранения.
В музее имеются следующие залы:
- Зал археологии, представляющий находки из археологических раскопок на территории Ингушетии. В зале хранится копия бронзовой фигуры орла Сулеймана (также известного как орла «Эрзи»), изготовленного в 796—797 годах; копия была передана Эрмитажем в 2013 году по просьбе главы Ингушетии Юнуса-Бека Евкурова[1].
- Зал этнографии, представляющий традиции, быт и ремесла ингушского народа. В зале хранится картина А. А. Артемьева «Навеки с Россией»[4].
- Зал Героев, содержащий портреты участников русско-турецкой, русско-японской, Первой мировой и Гражданской войн[4].
- Зал «Великая Отечественная война в судьбе ингушского народа»[4], представляющий документальные свидетельства участия ингушей во Второй мировой войне[3].

У музея имеются следующие филиалы:
- Музей имени С. Орджоникидзе в селе Мужичи, хранящий палеонтологические находки, найденные в Луговом могильнике этого села, датирующимся V—IV веками до н. э.[5]
- Дом-музей Гапура Ахриева в селе Фуртоуг[6].

## Директора
- 1972—1983: Т. Х. Мальсагов
- 1983—1985: М. Зангиева
- 1985—1990: М. Гадаборшев
- 1990—н. в.: М. З. Сагов